# Esperança Gicaso
Esperança Gicaso, née le 2 juillet 1992 à Luanda (Angola), est une athlète handisport angolaise spécialisée dans le sprint catégorie T11 pour les athlètes atteintes de cécité.

## Carrière
Elle participe en 2010 aux Jeux de la Communauté de développement d'Afrique australe (SADC) où elle remporte l'or sur le 100 m et l'argent sur le 200 m chez les moins de 20 ans.
Esperança Gicaso arrive 2e du 100 m T11 lors des Jeux africains de 2011 à Maputo en 12 s 94 derrière la Nigériane Deborah Adwale. En 2013, aux Championnats du monde à Lyon, elle prend le bronze sur le 200 m T11 derrière les Brésiliennes Terezinha Guilhermina et Jerusa Santos.
En 2015, aux Jeux africains, elle est médaillée de bronze sur le 100 m T11 en 13 s 12. Elle est battue par la Nigériane Lovina Onyegbule (12 s 64) et l'Ivoirienne Diasso F.B (12 s 94). L'année suivante, elle est sélectionnée pour les Jeux paralympiques où elle sert en tant que porte-drapeau lors de la cérémonie d'ouverture.
Aux Championnats du monde handisport 2017 à Londres, elle remporte la médaille de bronze sur le 200 m T11 derrière les Chinoises Zhou Guohua et Liu Cuiqing. Elle est également en argent sur le 200 m T11 derrière Zhou et devant la Thaïlandaise Kewalin Wannaruemon.
Malgré sa cécité, elle est professeure des écoles à Luanda,.